# Baeocera profana
Baeocera profana – gatunek chrząszcza z rodziny kusakowatych, podrodziny łodzikowatych i plemienia Scaphisomatini.
Gatunek ten opisany został w 2012 roku przez Ivana Löbla.
Chrząszcz o ciele od 1,4 do 1,55 mm długości, ubarwionym rudobrązowawo do czarniawego z jaśniejszymi stopami, czułkami i wierzchołkiem odwłoka. W długich czułkach człony dziewiąty i dziesiąty są znacznie dłuższe niż szersze. Wyraźnie grube punktowanie pokrywa większą część zapiersia, a po jego bokach rozmieszczenie punktów jest prawie regularne. Hypomeron bardzo delikatnie lub wcale niepunktowany. Metanepisterna wyraźnie oddzielone głębokim szwem. Pokrywy nieprzyciemnione wierzchołkowo, grubo punktowane na dysku aż do lub prawie do wierzchołka. Rowek przyszwowy pokryw zaczyna się u ich podstawy, zakrzywia się wzdłuż krawędzi nasadowej i sięgając boków pokryw formuje pełny rządek bazalny, łączący się z rzędami bocznymi. Tylne skrzydła zredukowane. Na bokach pierwszego widocznego sternitu odwłoka znajduje się wyraźne punktowanie. Samiec ma edeagus długości 0,36 do 0,38 mm o umiarkowanie zesklerotyzowanym płacie środkowym oraz bardzo słabo rozszerzone trzy pierwsze człony stóp przednich odnóży.
Łodzikowaty ten zasiedla ściółkę, glebę i humus lasów oraz mchy porastające pnie. Znany wyłącznie z filipińskiej wyspy Luzon, z okolic Sagady w Mountain Province.